# 宮城県道168号池月停車場線
宮城県道168号池月停車場線（みやぎけんどう168ごう いけづきていしゃじょうせん）は、宮城県大崎市のJR陸羽東線 池月駅と国道47号とを結ぶ一般県道である。

## 路線概要
- 起点：池月駅
- 終点：宮城県大崎市岩出山池月
- 実延長：122.0 m

## 通過する自治体
- 宮城県
  - 大崎市

## 接続する道路
- 国道47号

## 周辺
- あ・ら・伊達な道の駅